# Robert Klein Dean
Robert Klein Dean, ameriški rokometaš, * 10. junij 1955, Milwaukee, ZDA, † 19. april 2023, Indianapolis, ZDA.
Leta 1976 je na poletnih olimpijskih igrah v Montrealu v sestavi ameriške rokometne reprezentance osvojil 10. mesto.